# ووك
ووك (بالإنجليزية: Woke)‏ تعني اليقظة (/ ˈwoʊk /) هو مصطلح نشأ في الولايات المتحدة وكان يقصد في الأصل النهضة اليقظوية إلى التحيز والتمييز العنصريين. ابتداءً من عام 2010 أصبح المصطلح يشمل وعيًا أوسع بعدم المساواة الاجتماعية مثل التمييز على أساس الجنس، كما تم استخدامه كاختصار للأفكار اليسارية التي تنطوي على سياسات الهوية والعدالة الاجتماعية ، مثل فكرة الامتياز الأبيض وتعويضات العبودية للأفارقة الأمريكيين. وكمصطلح سياسي من أصل أفريقي أمريكي يشير إلى الوعي بالقضايا المتعلقة بالعدالة الاجتماعية والعدالة العرقية. هذه الكلمة مشتقة من المصطلح الإنجليزي "Stay woke". ويعني "كن يقظًا"، والتي تشير نحويًا إلى الوعي المستمر بهذه القضايا.